# Arthur Leonard Schawlow

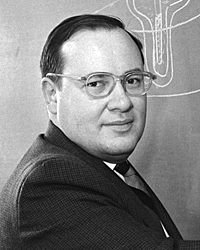
Artur Schawlow (Foto von 1981)

Arthur Leonard Schawlow  [ˈʃaʊloʊ] (* 5. Mai 1921 in Mount Vernon, New York; † 28. April 1999 in Palo Alto/Kalifornien) war ein US-amerikanischer Physiker und Nobelpreisträger.

## Leben
Arthur Leonard Schawlow wurde am 5. Mai 1921 als Sohn eines lettischen Einwanderers und einer Kanadierin in Mount Vernon (New York) geboren. Auf Drängen seiner Mutter zog die Familie 1924 nach Toronto, wo er auch an öffentlichen Schulen ausgebildet wurde. Nach seinem Schulabschluss 1937 konnte er sein Wunschstudium der Ingenieurwissenschaften nicht aufnehmen, da die Familie aufgrund der Wirtschaftskrise das Studium für ihn und seine Schwester nicht finanzieren konnte. Er erhielt jedoch ein Stipendium für das Studium der Mathematik und Physik an der University of Toronto, seine Schwester erhielt ebenfalls ein Stipendium für englische Literatur.
Wegen der schwierigen wirtschaftlichen Situation strebte er eine Laufbahn als Lehrer für Mathematik und Physik an. Da sich bei seinem Abschluss 1941 jedoch Kanada bereits im Krieg befand, unterrichtete er bis 1944 Militärpersonal an der University of Toronto und arbeitete danach bei einem Radarproduzenten an der Entwicklung von Mikrowellenantennen. Er kehrte 1945 zur Promotion an die Universität zurück und erhielt anschließend ein Postdoc-Stipendium von Carbide & Carbon Chemicals an der Columbia University, deren physikalischer Fakultät unter der Leitung von Isidor Isaac Rabi zu dieser Zeit nicht weniger als acht zukünftige Nobelpreisträger angehörten. Hier lernte er auch Charles H. Townes kennen, der großen Einfluss auf ihn hatte und durch den er auch seine zukünftige Frau kennenlernte. Er ging 1951 zu den Bell Laboratories und erhielt 1961 einen Ruf als Professor für Physik an die Stanford University, deren Dekan er von 1966 bis 1970 war. Anfang der 1970er Jahre arbeitete er dabei auch mit dem Post-Doktoranden Theodor Hänsch zusammen, wofür beide 1973 als California Scientists of the Year ausgezeichnet wurden. Schawlow wurde 1978 zum J. G. Jackson und C. J. Woods-Professor ernannt und wurde 1991 emeritiert.
Arthur Leonard Schawlow heiratete 1951 Aurelia Townes († 1991), die jüngste Schwester des späteren Nobelpreisträgers Charles H. Townes, eine Mezzosopranistin und Chorleiterin. Er hat einen Sohn, Arthur Keith, und zwei Töchter, Helen Aurelia (Professorin für Französisch an der University of Wisconsin) und Edith Ellen (Psychologin). Schawlow starb am 28. April 1999 in Palo Alto.
Ihm zu Ehren ist der Arthur L. Schawlow Award des Laser Institute of America (LIA) und der Arthur-L.-Schawlow-Preis für Laserphysik der Amerikanischen Physikalischen Gesellschaft (APS) benannt.

## Werk
In seiner Zeit an den Bell Laboratories beschäftigte sich Schawlow vorwiegend mit Supraleitern und einigen Studien zur Quadrupol-Kernresonanz. In seiner Freizeit arbeitete er mit seinem Schwager Charles Townes an der Fertigstellung eines Buches zur Mikrowellenspektroskopie, das 1955 veröffentlicht wurde, und 1957/58 an der Erarbeitung der Grundlagen zur Anwendung des Maserprinzips zu kürzeren Wellenlängen und somit zur Entwicklung des Lasers. In der Folge beschäftigte er sich vor allem mit den optischen Eigenschaften und den Spektren von Festkörpern, die ihm als Lasermaterial geeignet erschienen.
Schawlow wurde 1981 zusammen mit Nicolaas Bloembergen „für ihren Beitrag zur Entwicklung der Laserspektroskopie“ mit dem Nobelpreis für Physik ausgezeichnet.

## Auszeichnungen
- Stuart-Ballantine-Medaille, 1962
- Young-Medaille, 1963
- IEEE Morris N. Liebmann Memorial Award, 1964
- California Scientist of the Year, 1973
- Frederic Ives Medal, 1976
- Marconi International Fellowship, 1977
- Nobelpreis für Physik, 1981
- Arthur-Schawlow-Medaille, Laser Institute of America, 1982
- National Medal of Science, 1991
- Mitglied der National Academy of Sciences, 1970
- Mitglied der American Academy of Arts and Sciences, 1970
- Mitglied der American Philosophical Society, 1984